# Kostel svatého Mikuláše (Úboč)
Kostel svatého Mikuláše zaujímá spolu s věží dominantní pozici obce Úboč. Prostranství kolem kostela je ohraničené na severu a východě ohradní zdí, na ostatních stranách jej lemují pozemní komunikace. Naproti kostelu se nalézá fara s mansardovou střechou, která byla postavená v roce 1728. V prostoru farní zahrady se dochovala značná část rozlehlého tvrziště, které je pozůstatkem tvrze založené na přelomu 13. a 14. století. Kostel se nachází při severním okraji svažité obce Úboč a stojí v jejím skoro nejvýše položeném místě.

## Stavební fáze

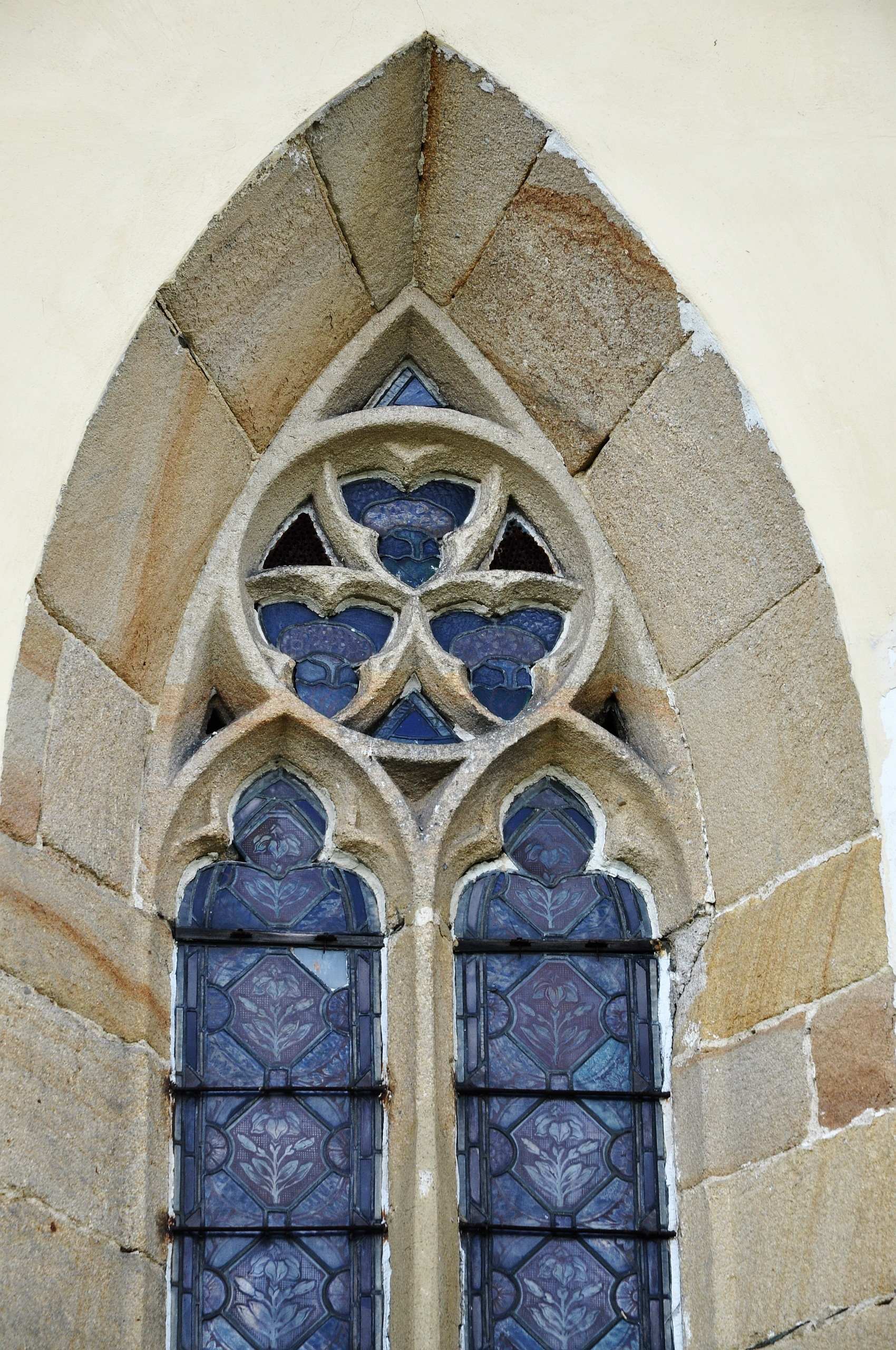
Okenní kružba

Kostel sv. Mikuláše v Úboči je raně gotický jednolodní kostel ze 13. století. Z této doby se dochovalo patrně zdivo lodi a spodní část hranolové věže. Ve 2. polovině 14. století byl přistavěn nový presbytář a sakristie. Při barokní přestavbě v roce 1763 byla postavena kaple sv. Anny s oratoří a schodišťovým přístavkem. Ve stejném období byla pravděpodobně překlenuta hlavní loď. Další úpravy proběhly v 19. století, jejichž součástí bylo zvýšení věže o jedno patro v roce 1852. Poslední obnovy kostela proběhly v roce 1994, ve kterém byla opravena střecha a fasáda.

## Stavební podoba
Jedná se o jednolodní obdélný kostel s hranolovou věží v čele, ke kterému se pojí polygonální presbytář s opěráky. Presbytář je klenutý křížovou žebrovou klenbou a je opatřený hrotitými okny s původními kružbami. V severní stěně je zachovaný gotický nástěnný sanktuář a v jižní stěně původní sedile se segmentovým záklenkem. Presbytář se do lodě otevírá hrotitým vítězným obloukem, který je po obou stranách vyžlabený. Na severní straně k němu přiléhá sakristie s křížovou klenbou. Z druhé jižní strany se připojuje čtvercová kaple sv. Anny. Loď je klenutá valenou klenbou s lunetami a členěná obdélnými segmentově zakončenými okny. V jižním nároží lodi se nalézá zděný nekrytý vstup na kruchtu. Na západní straně kostela je vztyčená hranolová věž, jejíž vstupní portál kryje nízká předsíň.